# شهرستان پام بیچ (فلوریدا)
شهرستان پام بیچ، فلوریدا (به انگلیسی: Palm Beach County, Florida) یک سکونتگاه مسکونی در ایالات متحده آمریکا است که در فلوریدا واقع شده است.

## خصوصیات
شهرستان پام بیچ ۶٬۱۷۱٫۹۸ کیلومترمربع مساحت دارد.